# 1636 w literaturze
Wydarzenia literackie w 1636 roku.

## Nowe książki
- polskie
- zagraniczne

## Nowe poezje
- polskie
- zagraniczne 
  - Gabriel Pereira de Castro, Ulisseja, czyli założenie Lizbony

## Urodzili się
- Nicolas Boileau-Despréaux, francuski poeta